# 自行车行动主义
自行车行动主义（Cycling activism）是一项目的在于使自行车成为主流交通工具的游说活动。該主張的目標在於減少能源花費和空氣污染、以及增進健康。除了推廣宣傳自行車之外，也說服政府在城市中建立較完整的單車徑等。

## 2007年北京到巴黎無車探險
1907年，世界知名的北京到巴黎汽車競賽（Peking to Paris （页面存档备份，存于） motor race），揭開了汽車時代的序幕。
一百年後，一群來自世界各地的人，憑著與1907年汽車競賽相同的精神，出發進行一場北京到巴黎的「無車」探險活動，迎接「行」的新時代。
希冀二十一世紀，將是發現/或者說重新找回，更好、更安全、更有效交通工具的時代。不使用私家車的生活，能更有效率的使用能源、公共空間，減緩溫室效應，降低噪音、空氣污染，形塑更安全、可居的社區。
北京到巴黎無車探險（B2P）是一場去組織化，靠參加者自立的探險活動。目標是不使用機動車輛，從北京到巴黎。沒有支援車、沒有報名費、沒有獎金。路缐方式完全由參加者自行決定。2007年4月至6月10日間出發。
活動同時並無償為國際殘障慈善團體組織Motivation （页面存档备份，存于）募款。
18名參加者中，有11位華人。
北京到巴黎無車探險活動官方網站。

## 外部連結
北京到巴黎無車探險（B2P）